# Perimede (figlia di Eolo)
Perimede (in greco antico: Περιμήδη?, Perimḗdē) è un personaggio della mitologia greca ed una delle antenate della stirpe degli Eoli. 

## Genealogia
Figlia di Eolo e Enarete, fu amata dal dio-fiume Acheloo che la rese madre di Ippodamante e Oreste.

## Mitologia
Dei suoi figli, Ippodamante ebbe una figlia Eurite che sposò Portaone, il che la rende antenata di alcune figure rilevanti della mitologia greca, tra cui Diomede, Meleagro e Deianira, sposa di Eracle.
Acheloo è anche considerato il padre delle sirene, ma secondo la tradizione prevalente non le ebbe con Perimede, ma con la musa Melpomene o con Sterope, figlia di Portaone.